# Bernin (Isèra)
Bernin és un municipi francès situat al departament de la Isèra i a la regió d'Alvèrnia-Roine-Alps. L'any 2007 tenia 3.007 habitants.

## Demografia

### Població
El 2007 la població de fet de Bernin era de 3.007 persones. Hi havia 1.057 famílies de les quals 168 eren unipersonals (68 homes vivint sols i 100 dones vivint soles), 357 parelles sense fills, 460 parelles amb fills i 72 famílies monoparentals amb fills.
La població ha evolucionat segons el següent gràfic:
Habitants censats

### Habitatges
El 2007 hi havia 1.165 habitatges, 1.087 eren l'habitatge principal de la família, 24 eren segones residències i 54 estaven desocupats. 1.042 eren cases i 122 eren apartaments. Dels 1.087 habitatges principals, 887 estaven ocupats pels seus propietaris, 181 estaven llogats i ocupats pels llogaters i 19 estaven cedits a títol gratuït; 6 tenien una cambra, 36 en tenien dues, 106 en tenien tres, 205 en tenien quatre i 734 en tenien cinc o més. 992 habitatges disposaven pel capbaix d'una plaça de pàrquing. A 337 habitatges hi havia un automòbil i a 704 n'hi havia dos o més.

### Piràmide de població
La piràmide de població per edats i sexe el 2009 era:
| Homes | Edats   | Dones |
| ----- | ------- | ----- |
| 0     | 95 o +  | 4     |
| 8     | 90 a 94 | 8     |
| 20    | 85 a 89 | 4     |
| 8     | 80 a 84 | 24    |
| 40    | 75 a 79 | 48    |
| 40    | 70 a 74 | 20    |
| 48    | 65 a 69 | 40    |
| 72    | 60 a 64 | 76    |
| 112   | 55 a 59 | 108   |
| 128   | 50 a 54 | 140   |
| 100   | 45 a 49 | 104   |
| 124   | 40 a 44 | 100   |
| 116   | 35 a 39 | 160   |
| 88    | 30 a 34 | 80    |
| 48    | 25 a 29 | 44    |
| 84    | 20 a 24 | 44    |
| 116   | 15 a 19 | 68    |
| 116   | 10 a 14 | 112   |
| 132   | 5 a 9   | 160   |
| 80    | 0 a 4   | 96    |

## Economia
El 2007 la població en edat de treballar era de 1.941 persones, 1.366 eren actives i 575 eren inactives. De les 1.366 persones actives 1.300 estaven ocupades (717 homes i 583 dones) i 66 estaven aturades (26 homes i 40 dones). De les 575 persones inactives 193 estaven jubilades, 240 estaven estudiant i 142 estaven classificades com a «altres inactius».

### Ingressos
El 2009 a Bernin hi havia 1.078 unitats fiscals que integraven 3.030 persones, la mediana anual d'ingressos fiscals per persona era de 27.925 €.

### Activitats econòmiques
Dels 139 establiments que hi havia el 2007, 4 eren d'empreses alimentàries, 6 d'empreses de fabricació de material elèctric, 9 d'empreses de fabricació d'altres productes industrials, 16 d'empreses de construcció, 30 d'empreses de comerç i reparació d'automòbils, 2 d'empreses de transport, 8 d'empreses d'hostatgeria i restauració, 7 d'empreses d'informació i comunicació, 8 d'empreses financeres, 8 d'empreses immobiliàries, 18 d'empreses de serveis, 19 d'entitats de l'administració pública i 4 d'empreses classificades com a «altres activitats de serveis».
Dels 28 establiments de servei als particulars que hi havia el 2009, 1 era una oficina de correu, 1 una oficina bancària, 1 taller de reparació d'automòbils i de material agrícola, 5 paletes, 1 guixaire pintor, 1 fusteria, 4 lampisteries, 2 electricistes, 1 perruqueria, 1 veterinari, 6 restaurants, 3 agències immobiliàries i 1 saló de bellesa.
Dels 6 establiments comercials que hi havia el 2009, 1 era una fleca, 1 una carnisseria, 1 una llibreria, 2 botigues d'equipament de la llar i 1 una floristeria.
L'any 2000 a Bernin hi havia 22 explotacions agrícoles que ocupaven un total de 320 hectàrees.

## Equipaments sanitaris i escolars
L'únic equipament sanitari que hi havia el 2009 era una farmàcia.
El 2009 hi havia 1 escola maternal i 1 escola elemental.

## Poblacions més properes
El següent diagrama mostra les poblacions més properes.